# 明秀学園日立高等学校
明秀学園日立高等学校（めいしゅうがくえんひたちこうとうがっこう）は、茨城県日立市神峰町に所在する私立高等学校。全日制課程と通信制課程を有する。

## 設置学科
全日制課程
- 普通科
  - 特進ST(SpecialTop)コース - 国公立・超難関私立大学合格を目指す。
  - 特進Sコース - 国公立大学・難関私立大学進学を目指す。
  - 特進Aコース - 国公立大学・難関私立大学進学・有名私立大学進学を目指す。
  - 特進Bコース - 私立大学・専門学校・就職を目指す。

通信制課程
- 普通科
  - 高卒コース
  - 探究コース

日立市内の本校のほか、高萩市、水戸市、筑西市、栃木県宇都宮市にキャンパスがある。全日制課程への転籍も可能である（成績など一定の条件を満たし、転籍試験に合格した場合）。

## 部活動

### 運動部
- 野球部
  - 2018年春（第90回）にて春夏通じ、甲子園初出場を果たし、3回戦まで進出。さらに2021年の秋季関東大会で初優勝を果たし、明治神宮野球大会に初出場。また2022年春（第94回）にも2度目の出場を果たすと、その年の夏（第104回）に茨城県代表として夏の甲子園初出場を果たし3回戦まで進出した。
- サッカー部
  - インターハイ（平成24年度）出場や全国高校サッカーに5回出場（第94回、第96回、第97回、第98回、第102回）している。2023年のインターハイで初優勝した。茨城県勢の夏の優勝は水戸商以来44年ぶり。
- 女子バスケットボール部
  - ウインターカップやインターハイに出場している。
- 男子バスケットボール部
- 陸上競技部（男女）
- 女子バレーボール部
  - インターハイに2回出場（2022年、2023年）。春の高校バレーに1回出場（第76回）。
- 女子ソフトボール部
- 男女ソフトテニス部
- 男女卓球部
- ゴルフ部
- ダンス部

### 文化部
- 吹奏楽部
- 書道部
- 美術部
- コンピュータ部
- 茶道部

### 文化同好会
- フォークソング同好会
- 将棋同好会
- 簿記同好会
- JRC同好会
- マンガ研究会
- 調理同好会
- 文芸同好会

## 沿革
- 1925年 - 助川裁縫女学校として開校
- 1931年 - 助川高等家政女学校を設立（助川裁縫女学校と併設）
- 1943年 - 助川高等家政学校へ一本化
- 1948年 - 日立女子高等学校へ校名を変更
- 1952年 - 商業科新設
- 1980年 - 普通科体育コース新設
- 1996年 - 法人名を学校法人明秀学園、校名を日立高等学校へ変更　男女共学制導入
- 1997年 - 教養コース廃止　特進・進学コース新設
- 2000年 - 明秀学園日立高等学校へ校名を変更　（略称「明秀日立」）
- 2003年 - 通信制課程併設
- 2007年 - 普通科3コース、商業科1コースを特進Sコース（従来の特進コース）、特進Aコース（従来の進学コース、体育コースから国公立、MARCHクラスへの進学を目標とする）、特進Bコース（従来の商業科情報コース、進学コース、体育コースを統合）の3コース制へ変更
- 2008年 - 特進STコース新設、これに従来の特進Sコース、特進Aコース、特進Bコースを加え4コース制が始動した。

## 教育方針
「明るく、清く、凛々しく」

## 著名な出身者
- 矢代直美（元バスケットボール選手）
- 石川麻衣（バスケットボール選手）
- 桐原麻尋（バスケットボール選手）
- 大原慎司（元プロ野球選手、元横浜DeNAベイスターズ）
- 細川成也（プロ野球選手、横浜DeNAベイスターズ→中日ドラゴンズ）
- 佐藤立樹（レーシングドライバー）
- 増田陸（プロ野球選手、読売ジャイアンツ）
- 平井雅大（フットサル選手）
- ンドカ・チャールス（サッカー選手）
- 吉田知樹（サッカー選手）
- 黒宮渉（サッカー選手）
- 谷口璃成（サッカー選手）
- 大山晟那（サッカー選手）
- 小滝水音（プロゴルファー）
- 佐藤心結（プロゴルファー）

## 著名な教職員・関係者
- 金沢成奉（高校野球指導者）
- 萬場努（サッカー部監督）

## アクセス
- JR常磐線日立駅から徒歩22分